# 狭筵
狭筵（さむしろ）とは、古い時代の源氏物語関係の文献にしばしば現れる源氏物語の巻名。「狭筵」、「狭席」などさまざまな漢字表記を持つほか仮名表記されている場合も多い。大きく分けて宇治十帖に含まれる巻の異名または並びの巻として記されている場合と巣守や桜人等と同様に現行の54帖に含まれない外伝的な巻の一つとしてあげられている場合とがある。この両者が同じものを指しているのかも明らかではない。

## 宇治十帖での「狭筵」
- 東屋の異名または並びとしての「狭筵」
故実書『拾芥抄』（前田尊経閣文庫本）に収められた「源氏物語巻名目録」では「卅二　東屋」に小文字で「狭席イ」」（「イ」はおそらく異名の意味）と付記されている。
- 浮舟の異名または並びとしての「狭筵」
「源氏小鏡」のいくつか、京都大学蔵本、大阪市立大学蔵本、天理大学天理図書館蔵本などには、浮舟巻に「狭筵」の異名を挙げている。

## 外伝的な巻としての「狭筵」
- 『白造紙』
現在その内容を確認できる源氏物語巻名目録の中では最も成立時期の古いものである。
「コレカホカニノチノ人ノツクリソヘタルモノトモ」との文言の後に
  - サク（ラ）ヒト
  - サムシロ
  - スモリ

との記述がある。

- 『源氏小鏡』
源氏小鏡の中に外伝的な巻としての「さむしろ」に関係する記述を持つものがいくつか存在する。
桃園文庫旧蔵本では「紫式部により書かれた54帖に入らない巻」として名前を挙げられている。「住守」、「桜人」、「狭筵」が各2帖あるとされている。[1]

- 『源氏古系図』（宮内庁書陵部蔵）
系図末尾の雑載部分の歌の作者を男女別に挙げた部分で「桜人」、「狭筵」、「巣守」については歌を入れないとの注記がある。池田亀鑑はこの記述はこれらの巻は本来の源氏物語のものでないという判断に基づくのであろうとしている[2]。

- 『源氏物語注釈』（宮内庁書陵部蔵）[3]
院政期の成立と見られる巻名目録、「源氏物語のおこり」に続いて3つの注釈書を合わせた外題が付されていない源氏物語の注釈書であり、仮称として「源氏物語注釈」や「源氏物語古注」と呼ばれている。54帖に含まれない源氏物語の続編的巻々の名前として「さくら人」、「さむしろ」、「すもり一」、「すもり二」、「すもり三」、「すもり四」、「やつはし」、「さしぐし」、「はなみ」、「さが野一」、「さが野二」の11帖を挙げている[4]。

- 『山路の露』（九条稙通自筆本）
奥書において「清少納言が造り添えた巻」として、「桜人」、「狭筵」、「巣守」の3帖が挙げられている[5]。

### 巣守・桜人と「狭筵」
「さむしろ」は桜人のように本文とされるものも巣守のように内容を推測させる資料も全く伝わらないが、しばしば巣守や桜人と並べてかつて存在していた、あるいは後人の作った巻の名前として伝えられているため、これらの巻は成立又は伝流において何らかの関係があった可能性があると考えられている。